# Beilerstraat 4 (Assen)
Het woonhuis aan de Beilerstraat 4 in de Nederlandse stad Assen is een monument.

## Beschrijving
Het huis werd omstreeks 1890 gebouwd aan de Beilerstraat en is verwant aan het Asser type, een benaming die in de stad wordt gegeven aan verdiepingsloze woonhuizen met een verhoogde middenpartij.
Het huis vertoont sterke gelijkenis met het naastgelegen pand op nummer 6. Beide wijken af van het gebruikelijke Asser type door de vier traveeën brede voorgevel met de entreepartij in de derde travee. De verhoogde middenpartij is twee traveeën breed en wordt bekroond door een fronton. Boven de vensters is een segmentboog geplaatst, met aanzetstenen en een sluitsteen. De boogtrommels zijn gevuld met een floraal motief.

## Waardering
Het pand is een gemeentelijk monument.